# ドレ・テムル
ドレ・テムル（Döre Temür、生没年不詳）は、チンギス・カンの次男のチャガタイの子孫で、モンゴル帝国のチャガタイ・ウルスの君主。

## 生涯
オゴデイ・ウルスを併合し、チャガタイ・ウルスを再興させたドゥアの息子として生まれた。兄弟のゴンチェク、ケベク、エセン・ブカらが相継いで亡くなったため、チャガタイ・ウルス君主となった。後述するように、東方の大元ウルスとは比較的友好的な関係にあったと見られる。
しかしドレ・テムルもまた早世し、兄弟のタルマシリンが後を継いだ。

## 大元ウルスにおける記録
大元ウルスのジャヤガトゥ・カアン（文宗トク・テムル）の治世に編纂された『経世大典』の「輿地図」には当時のジョチ・ウルス、チャガタイ・ウルス、フレグ・ウルスの領域が示されているが、この地図でチャガタイ・ウルスの君主はドレ・テムル（篤来帖木児）と記されている。
また、この『経世大典』「輿地図」の情報を踏まえて編纂された『元史』巻63地理志6には「西北地附録」として、「篤来帖木児」の名義のもとチャガタイ・ウルス領の諸都市の名称が記録されている。